# Ђардино дела Гала (Пезаро и Урбино)
Ђардино дела Гала је насеље у Италији у округу Пезаро и Урбино, региону Марке.
Према процени из 2011. у насељу је живело 46 становника. Насеље се налази на надморској висини од 389 м.